# Административные сообщества Баварии
Административные сообщества (нем. Verwaltungsgemeinschaft) — разновидность объединений общин нем. Gemeindeverband на территории Баварии. Административные сообщества являются субъектами права и создаются для межмуниципального сотрудничества в качестве независимых территорий как публично-правовые корпорации (нем. Körperschaft des öffentlichen Rechts) в виде открытых (публичных) акционерных обществ.

## История
Административные сообщества были организованы в Баварии в соответствии с «Первым законом по укреплению местного самоуправления» от 27 июля 1971 года, как часть муниципальной реформы в Баварии (нем.).
По состоянию на 30 июня 2008 года в Баварии располагалось 313 административных сообществ с 988 членами, в которых проживало 2.011.494 жителей, что соответствовало 16,1 % населения в Баварии.
Примечания.
- на 1.1.2012 — 314 административных сообществ с 992 членами[3];
- на 1.1.2016 — 312 административных сообществ[4] с 985 членами[5];
- на 1.1.2017 — 311 административных сообществ с 982 членами[4].

## Структура
Административные сообщества представляют собой объединение двух или более, как правило соседних, обычно небольших, общин одного района, сохраняя при этом независимость (автономность) соответствующих общин. Они выполняют публичные функции в соответствии с Законом и служат для укрепления и улучшения административной власти входящих в него членов. Административный орган сообществ создаётся путём проведения собраний представителей муниципалитетов (исходя из размеров сообщества, по крайней мере, с одним мэром и одним представителем муниципального совета). Этот орган возглавляет один из мэров членов сообщества. Офис сообщества выполняет текущую работу в соответствии с законодательно определённым перечнем функциональных полномочий и обязанностей.

## Задачи
Задачи административного сообщества, как правило, включают в себя государственные функции, переданные членами сообществ, для принятия совместных решений в соответствии с существующей законодательной базой помимо принятия законодательных актов и правил. Например, для подготовки планов землепользования. У членов общин остаются задачи собственной сферы, а административное сообщество выступает в качестве совместного органа членов общин для решения общих, наиболее существенных (в том числе и финансовых) проблем.

## Список административных сообществ
09 — Республика Бавария (311)
091 — правительственный округ Верхняя Бавария (65)
09171 — район Альтэттинг (5)
1. 091715101 — Эммертинг
2. 091715102 — Кирхвайдах
3. 091715103 — Марктль
4. 091715104 — Райшах
5. 091715106 — Унтернойкирхен

09172 — район Берхтесгаденер-Ланд (0)
09173 — район Бад-Тёльц-Вольфратсхаузен (3)
1. 091735107 — Бенедиктбойерн
2. 091735108 — Кохель-ам-Зе
3. 091735109 — Райхерсбойерн

09174 — район Дахау (0)
09175 — район Эберсберг (2)
1. 091755112 — Аслинг
2. 091755114 — Глонн

09176 — район Айхштетт (4)
1. 091765115 — Айхштетт
2. 091765116 — Айтенсхайм[10]
3. 091765118 — Нассенфельс
4. 091765119 — Пфёрринг

09177 — район Эрдинг (6)
1. 091775120 — Паштеттен
2. 091775121 — Хёрлькофен
3. 091775123 — Обердинг
4. 091775124 — Обернойхинг
5. 091775125 — Штайнкирхен
6. 091775126 — Вартенберг

09178 — район Фрайзинг (3)
1. 091785127 — Аллерсхаузен[10]
2. 091785129 — Мауэрн
3. 091785130 — Цоллинг

09179 — район Фюрстенфельдбрукк (2)
1. 091795131 — Маммендорф
2. 091795132 — Графрат

09180 — район Гармиш-Партенкирхен (4)
1. 091805133 — Заульгруб
2. 091805135 — Унтераммергау
3. 091805136 — Ольштадт
4. 091805137 — Зехаузен-ам-Штаффельзе

09181 — район Ландсберг-ам-Лех (7)
1. 091815138 — Фуксталь
2. 091815139 — Иглинг
3. 091815140 — Притрихинг
4. 091815141 — Пюрген
5. 091815142 — Райхлинг
6. 091815143 — Шондорф-ам-Аммерзе
7. 091815144 — Виндах

09182 — район Мисбах (0)
09183 — район Мюльдорф-ам-Инн (9)
1. 091835145 — Хельденштайн
2. 091835146 — Гарс-ам-Инн
3. 091835147 — Райхертсхайм
4. 091835148 — Крайбург-ам-Инн
5. 091835149 — Ноймаркт-Санкт-Файт
6. 091835150 — Обербергкирхен
7. 091835151 — Поллинг
8. 091835152 — Рорбах
9. 091835183 — Майтенбет

09184 — район Мюнхен (0)
09185 — район Нойбург-Шробенхаузен (2)
1. 091855154 — Нойбург-ан-дер-Донау
2. 091855155 — Шробенхаузен

09186 — район Пфаффенхофен-ан-дер-Ильм (3)
1. 091865156 — Гайзенфельд
2. 091865157 — Ильммюнстер
3. 091865158 — Райхертсхофен

09187 — район Розенхайм (4)
1. 091875160 — Брайтбрунн-ам-Кимзе
2. 091875162 — Хальфинг
3. 091875165 — Ротт-ам-Инн
4. 091875184 — Пфаффинг[10]

09188 — район Штарнберг (0)
09189 — район Траунштайн (4)
1. 091895166 — Берген
2. 091895169 — Марквартштайн
3. 091895170 — Обинг
4. 091895173 — Вагинг-ам-Зе

09190 — район Вайльхайм-Шонгау (7)
1. 091905174 — Альтенштадт
2. 091905175 — Бернбойрен
3. 091905176 — Хабах
4. 091905177 — Хугльфинг
5. 091905178 — Роттенбух
6. 091905179 — Зесхаупт
7. 091905180 — Штайнгаден

092 — правительственный округ Нижняя Бавария (36)
09271 — район Деггендорф (4)
1. 092715202 — Лаллинг
2. 092715204 — Оберпёринг
3. 092715205 — Мос
4. 092715206 — Шёлльнах

09272 — район Фрайунг-Графенау (4)
1. 092725211 — Шёнберг
2. 092725212 — Хинтершмидинг
3. 092725213 — Турмансбанг
4. 092725214 — Перлесройт[10]

09273 — район Кельхайм (5)
1. 092735215 — Ирлерштайн
2. 092735216 — Заль-ан-дер-Донау
3. 092735217 — Лангквайд
4. 092735218 — Зигенбург
5. 092735219 — Майнбург

09274 — район Ландсхут (6)
1. 092745220 — Эргольдсбах
2. 092745221 — Фурт
3. 092745222 — Вёрт-ан-дер-Изар
4. 092745223 — Герцен
5. 092745226 — Альтфраунхофен
6. 092745227 — Фельден

09275 — район Пассау (3)
1. 092755229 — Титтлинг
2. 092755232 — Айденбах
3. 092755234 — Роттальмюнстер

09276 — район Реген (1)
1. 092765238 — Румансфельден

09277 — район Ротталь-Инн (5)
1. 092775239 — Фалькенберг
2. 092775240 — Массинг
3. 092775241 — Бад-Бирнбах
4. 092775243 — Танн
5. 092775244 — Эринг

09278 — район Штраубинг-Боген (7)
1. 092785246 — Шталльванг
2. 092785248 — Миттерфельс
3. 092785249 — Хундердорф
4. 092785250 — Райн
5. 092785252 — Шварцах
6. 092785256 — Айтерхофен
7. 092785257 — Штраскирхен

09279 — район Дингольфинг-Ландау (1)
1. 092795208 — Мамминг

093 — правительственный округ Верхний Пфальц (38)
09371 — район Амберг-Зульцбах (4)
1. 093715301 — Ханбах
2. 093715302 — Кёнигштайн
3. 093715303 — Нойкирхен-бай-Зульцбах-Розенберг
4. 093715304 — Илльшванг

09372 — район Кам (6)
1. 093725308 — Тифенбах
2. 093725310 — Штамсрид
3. 093725312 — Вайдинг
4. 093725313 — Вальдербах
5. 093725317 — Вальд
6. 093725318 — Фалькенштайн

09373 — район Ноймаркт-ин-дер-Оберпфальц (1)
1. 093735321 — Ноймаркт-ин-дер-Оберпфальц

09374 — район Нойштадт-ан-дер-Вальднаб (8)
1. 093745323 — Нойштадт-ан-дер-Вальднаб
2. 093745324 — Прессат
3. 093745325 — Вайхерхаммер
4. 093745326 — Кирхентумбах
5. 093745327 — Эшенбах-ин-дер-Оберпфальц
6. 093745329 — Ширмиц[10]
7. 093745330 — Теннесберг
8. 093745331 — Плайштайн

09375 — район Регенсбург (7)
1. 093755332 — Калльмюнц
2. 093755333 — Лабер
3. 093755334 — Пиленхофен-Вольфзегг
4. 093755335 — Донауштауф
5. 093755336 — Вёрт-ан-дер-Донау
6. 093755337 — Альтэглофсхайм[10]
7. 093755338 — Зюнхинг

09376 — район Швандорф (7)
1. 093765339 — Оберфихтах
2. 093765341 — Наббург
3. 093765342 — Шварценфельд
4. 093765343 — Пфраймд
5. 093765344 — Шёнзе
6. 093765345 — Нойнбург-форм-Вальд
7. 093765346 — Ваккерсдорф

09377 — район Тиршенройт (5)
1. 093775347 — Миттертайх
2. 093775348 — Кемнат
3. 093775349 — Нойзорг
4. 093775350 — Крумменнаб
5. 093775351 — Визау

094 — правительственный округ Верхняя Франкония (34)
09471 — район Бамберг (5)
1. 094715401 — Баунах
2. 094715403 — Штайнфельд
3. 094715407 — Эбрах
4. 094715408 — Бургебрах
5. 094715445 — Лисберг

09472 — район Байройт (6)
1. 094725412 — Холльфельд
2. 094725413 — Мистельгау
3. 094725414 — Мистельбах
4. 094725415 — Вайденберг
5. 094725416 — Кройсен
6. 094725417 — Бетценштайн

09473 — район Кобург (1)
1. 094735418 — Груб-ам-Форст

09474 — район Форххайм (6)
1. 094745420 — Эберманштадт
2. 094745422 — Госберг
3. 094745423 — Кирхеренбах
4. 094745425 — Эффельтрих
5. 094745426 — Дормиц
6. 094745427 — Грефенберг

09475 — район Хоф (4)
1. 094755428 — Лихтенберг
2. 094755430 — Файлич
3. 094755431 — Шауэнштайн
4. 094755432 — Шпарнекк

09476 — район Кронах (2)
1. 094765433 — Тойшниц
2. 094765434 — Митвиц

09477 — район Кульмбах (5)
1. 094775435 — Штадтштайнах
2. 094775436 — Марктлойгаст
3. 094775437 — Унтерштайнах
4. 094775438 — Казендорф
5. 094775439 — Требгаст

09478 — район Лихтенфельс (2)
1. 094785441 — Редвиц-ан-дер-Родах
2. 094785446 — Хохштадт-Марктцойльн

09479 — район Вунзидель-им-Фихтельгебирге (3)
1. 094795442 — Тирсхайм
2. 094795443 — Ширндинг
3. 094795444 — Трёстау

095 — правительственный округ Средняя Франкония (29)
09571 — район Ансбах (8)
1. 095715501 — Ротенбург-об-дер-Таубер
2. 095715502 — Шиллингсфюрст
3. 095715504 — Вайенцелль
4. 095715506 — Трисдорф
5. 095715507 — Дентлайн-ам-Форст
6. 095715508 — Вильбургштеттен
7. 095715509 — Хессельберг
8. 095715538 — Вольфрамс-Эшенбах

09572 — район Эрланген-Хёхштадт (4)
1. 095725510 — Хёхштадт-ан-дер-Айш
2. 095725512 — Аурахталь
3. 095725514 — Уттенройт
4. 095725539 — Хесдорф

09573 — район Фюрт (2)
1. 095735517 — Файтсбронн
2. 095735540 — Обермихельбах-Тухенбах

09574 — район Нюрнбергер-Ланд (3)
1. 095745527 — Фельден
2. 095745528 — Хаппург
3. 095745529 — Хенфенфельд

09575 — район Нойштадт-ан-дер-Айш-Бад-Виндсхайм  (7)
1. 095755518 — Шайнфельд
2. 095755519 — Уффенхайм
3. 095755520 — Хагенбюхах-Вильгельмсдорф
4. 095755521 — Диспекк
5. 095755522 — Ильфельд
6. 095755524 — Бургбернхайм
7. 095755525 — Нойхоф-ан-дер-Ценн

09576 — район Рот (0)
09577 — район Вайсенбург-Гунценхаузен (5)
1. 095775532 — Гунценхаузен
2. 095775533 — Альтмюльталь
3. 095775534 — Эллинген
4. 095775535 — Ненслинген
5. 095775536 — Ханенкамм

096 — правительственный округ Нижняя Франкония (49)
09671 — район Ашаффенбург (3)
1. 096715602 — Хайгенбрюккен
2. 096715603 — Меспельбрунн
3. 096715604 — Шёллькриппен[10]

09672 — район Бад-Киссинген (4)
1. 096725606 — Бад-Бруккенау
2. 096725607 — Эльферсхаузен
3. 096725608 — Ойердорф
4. 096725609 — Масбах

09673 — район Рён-Грабфельд (7)
1. 096735633 — Мелльрихштадт
2. 096735634 — Бад-Кёнигсхофен-им-Грабфельд
3. 096735635 — Бад-Нойштадт-ан-дер-Зале
4. 096735637 — Фладунген
5. 096735638 — Хойстрой
6. 096735639 — Остхайм-форм-дер-Рён
7. 096735640 — Заль-ан-дер-Зале

09674 — район Хасберге (4)
1. 096745610 — Эдельсбах
2. 096745611 — Эберн[10]
3. 096745612 — Хофхайм-ин-Унтерфранкен[10]
4. 096745613 — Терес

09675 — район Китцинген (6)
1. 096755614 — Визентхайд
2. 096755615 — Грослангхайм
3. 096755616 — Ипхофен
4. 096755617 — Китцинген
5. 096755618 — Марктбрайт
6. 096755619 — Фольках

09676 — район Мильтенберг (5)
1. 096765626 — Эрфталь[10]
2. 096765627 — Клайнхойбах
3. 096765630 — Клайнвалльштадт
4. 096765631 — Мёнхберг
5. 096765632 — Штадтпроцельтен[10]

09677 — район Майн-Шпессарт (7)
1. 096775620 — Кройцвертхайм
2. 096775621 — Марктхайденфельд
3. 096775622 — Бургзинн
4. 096775623 — Гемюнден-ам-Майн
5. 096775624 — Лор-ам-Майн
6. 096775625 — Целлинген
7. 096775656 — Партенштайн

09678 — район Швайнфурт (2)
1. 096785642 — Герольцхофен
2. 096785643 — Шванфельд

09679 — район Вюрцбург (11)
1. 096795644 — Ауб
2. 096795645 — Бергтхайм[10]
3. 096795646 — Айбельштадт
4. 096795647 — Эстенфельд
5. 096795648 — Гибельштадт
6. 096795649 — Хельмштадт
7. 096795650 — Кирххайм
8. 096795651 — Кист
9. 096795652 — Маргетсхёххайм
10. 096795654 — Рёттинген
11. 096795655 — Хеттштадт

097 — правительственный округ Швабия (60)
09771 — район Айхах-Фридберг (5)
1. 097715701 — Айндлинг
2. 097715703 — Кюбах
3. 097715704 — Дазинг
4. 097715705 — Меринг[10]
5. 097715771 — Пёттмес[10]

09772 — район Аугсбург (7)
1. 097725706 — Нордендорф
2. 097725707 — Вельден
3. 097725708 — Гессертсхаузен[10]
4. 097725709 — Штауден
5. 097725710 — Гросайтинген
6. 097725711 — Лехфельд[10]
7. 097725712 — Лангерринген

09773 — район Диллинген-ан-дер-Донау (6)
1. 097735713 — Гундельфинген-ан-дер-Донау
2. 097735714 — Зиргенштайн
3. 097735715 — Виттислинген
4. 097735716 — Хёхштадт-ан-дер-Донау
5. 097735718 — Вертинген
6. 097735719 — Хольцхайм

09774 — район Гюнцбург (7)
1. 097745727 — Оффинген
2. 097745728 — Хальденванг
3. 097745729 — Кёц
4. 097745730 — Ихенхаузен
5. 097745731 — Крумбах
6. 097745732 — Таннхаузен
7. 097745733 — Циметсхаузен

09775 — район Ной-Ульм (3)
1. 097755739 — Пфаффенхофен-ан-дер-Рот
2. 097755740 — Альтенштадт
3. 097755741 — Бух

09776 — район Линдау (Бодензе) (3)
1. 097765735 — Зигмарсцелль
2. 097765737 — Аргенталь
3. 097765738 — Штифенхофен

09777 — район Восточный Алльгой (10)
1. 097775748 — Бухлоэ
2. 097775749 — Пфорцен
3. 097775751 — Вестендорф
4. 097775752 — Биссенхофен
5. 097775753 — Эггенталь
6. 097775754 — Обергюнцбург
7. 097775755 — Унтертингау
8. 097775756 — Зег
9. 097775770 — Росхауптен
10. 097775772 — Штёттен-ам-Ауэрберг[10]

09778 — район Нижний Алльгой (11)
1. 097785757 — Оттобойрен
2. 097785758 — Бабенхаузен
3. 097785759 — Пфаффенхаузен
4. 097785760 — Кирххайм-ин-Швабен
5. 097785761 — Бос
6. 097785762 — Эркхайм
7. 097785764 — Тюркхайм
8. 097785765 — Меммингерберг
9. 097785766 — Дирлеванг
10. 097785767 — Иллервинкель
11. 097785768 — Бад-Грёненбах

09779 — район Донау-Рис (6)
1. 097795720 — Валлерштайн
2. 097795721 — Эттинген-ин-Байерн
3. 097795722 — Рис
4. 097795723 — Вемдинг
5. 097795724 — Монхайм
6. 097795725 — Райн

09780 — район Верхний Алльгой (2)
1. 097805742 — Хёрнергруппе
2. 097805745 — Вайтнау

## Упразднённые административные сообщества Баварии
091 — правительственный округ Верхняя Бавария (16)
09171 — район Альтэттинг (1)
1. 091715105 — Тюслинг[6][11]

09174 — район Дахау (2)
1. 091745110 — Одельцхаузен[12]
2. 091745111 — Фиркирхен[11][13]

09175 — район Эберсберг (1)
1. 091755113 — Форстиннинг[14]

09176 — район Айхштетт (2)
1. 091765116 — Айтенсхайм-Буксхайм[11]
2. 091765117 — Лентинг[6][10]

09177 — район Эрдинг (2)
1. 091775120 — Форстерн[11]
2. 091775122 — Изен[11]

09178 — район Фрайзинг (1)
1. 091785128 — Лангенбах[6][10][11]

09179 — район Фюрстенфельдбрукк (1)
1. 091795132 — Тюркенфельд[11]

09180 — район Гармиш-Партенкирхен (3)
1. 091805133 — Бад-Кольгруб[11]
2. 091805134 — Крюн[11]
3. 091805135 — Обераммергау[11]

09183 — район Мюльдорф-ам-Инн (3)
1. 091835145 — Ампфинг[11]
2. 091835147 — Хаг-ин-Обербайерн[11]
3. 091835153 — Швиндегг[6][10][11]

09190 — район Вайльхайм-Шонгау (1)
1. 091905181 — (?)	Пель-Райстинг[6]

092 — правительственный округ Нижняя Бавария (5)
09275 — район Пассау (1)
1. 092755233 — (?)	Брайтенберг[6][10]

09277 — район Ротталь-Инн (2)
1. 092775242 — (?)	Кирхдорф-ам-Инн[6][10]
2. 092775245 — (?)	Вурмансквикк[6][10]

09278 — район Штраубинг-Боген (1)
1. 092785251 — (?)	Концелль[6][10]

09279 — район Дингольфинг-Ландау (1)
1. 097795209 — (?)	Нидерфибах[6]

093 — правительственный округ Верхний Пфальц (2)
09371 — район Амберг-Зульцбах (1)
1. 093715305 — (?)	Шмидмюлен[6][10]

09372 — район Кам (1)
1. 093725307 — (?)	Графенвизен[6][10]

094 — правительственный округ Верхняя Франкония (4)
09471 — район Бамберг (2)
1. 094715402 — (?) Френсдорф[6]
2. 094715404 — (?) Штегаурах[6][15]

09472 — район Байройт (1)
1. 094725411 — (?)	Фихтельберг[6][10]

09473 — район Кобург (1)
1. 094735419 — Унтерзимау[6]

095 — правительственный округ Средняя Франкония (7)
09573 — район Фюрт (1)
1. 095735516 — (?)	Гросхаберсдорф[6]

09574 — район Нюрнбергер-Ланд (1)
1. 095745526 — Райхеншванд[6][10][11]

09575 — район Нойштадт-ан-дер-Айш-Бад-Виндсхайм  (3)
1. 095755520 — Эмскирхен[6][11][16]
2. 095755523 — Ипсхайм[11]
3. 095755525 — Маркт-Эрльбах[11]

09576 — район Рот (2)
1. 095765530 — Георгенгсмюнд[11]
2. 095765531 — Швабахталь[11]

096 — правительственный округ Нижняя Франкония (2)
09671 — район Ашаффенбург (2)
1. 096715601 — Рауэнталь[6][10]
2. 096715605 — Вальдашафф[6][10]

097 — правительственный округ Швабия (5)
09771 — район Айхах-Фридберг (1)
1. 097715702 — Инхенхофен[6][10]

09776 — район Линдау (Бодензе) (3)
1. 097765734 — Хайменкирх[11]
2. 097765738 — Вайлер-Зиммерберг[11]
3. 097765736 — Вассербург[6][10]

09779 — район Донау-Рис (1)
1. 097795726 — Асбах-Бойменхайм[6]

## Переименованные административные сообщества Баварии
09176 — район Айхштетт (1)
1. 091765116 — Айтенсхайм-Буксхайм → Айтенсхайм[11]

09177 — район Эрдинг (1)
1. 091775120 — Форстерн → Паштеттен[11]

09179 — район Фюрстенфельдбрукк (1)
1. 091795132 — Тюркенфельд → Графрат[11]

09180 — район Гармиш-Партенкирхен (2)
1. 091805133 — Бад-Кольгруб → Заульгруб[11]
2. 091805135 — Обераммергау → Унтераммергау[11]

09574 — район Нюрнбергер-Ланд (1)
1. 095745526 — Нойнкирхен-ам-Занд → Райхеншванд[11]

09183 — район Мюльдорф-ам-Инн (2)
1. 091835145 — Ампфинг → Хельденштайн[11]
2. 091835147 — Хаг-ин-Обербайерн →

- 1) 091835147 — Райхертсхайм[11]
- 2) 091835183 — Майтенбет[11]

09575 — район Нойштадт-ан-дер-Айш-Бад-Виндсхайм (2)
1. 095755520 — Эмскирхен → Хагенбюхах-Вильгельмсдорф[11][16]
2. 095755525 — Маркт-Эрльбах → Нойхоф-ан-дер-Ценн[11]

09776 — район Линдау (Бодензе) (2)
1. 097765737 — Рётенбах → Аргенталь[6][Комм. 1]
2. 097765738 — Вайлер-Зиммерберг → Штифенхофен[11]

## Реорганизованные административные сообщества Баварии
09176 — район Айхштетт (1)
1. 091765116 — Айтенсхайм-Буксхайм → Айтенсхайм[11]

09177 — район Эрдинг (2)
1. 091775124 — Обернойхинг[11]
2. 091775126 — Вартенберг[11]

09178 — район Фрайзинг (1)
1. 091785127 — Аллерсхаузен[6][10][11]

09181 — район Ландсберг-ам-Лех (2)
1. 091815138 — Фуксталь[11]
2. 091815140 — Притрихинг[11]

09183 — район Мюльдорф-ам-Инн (2)
1. 091835145 — Ампфинг → Хельденштайн[11]
2. 091835147 — Хаг-ин-Обербайерн →

- 1) 091835147 — Райхертсхайм[11]
- 2) 091835183 — Майтенбет[11]

09185 — район Нойбург-Шробенхаузен (2)
1. 091855154 — Нойбург-ан-дер-Донау[11]
2. 091855155 — Шробенхаузен[11]

09575 — район Нойштадт-ан-дер-Айш-Бад-Виндсхайм (2)
1. 095755520 — Эмскирхен → Хагенбюхах-Вильгельмсдорф[11][16]
2. 095755525 — Маркт-Эрльбах → Нойхоф-ан-дер-Ценн[11]

09776 — район Линдау (Бодензе) (1)
1. 097765738 — Вайлер-Зиммерберг → Штифенхофен[11]